# Bloody Will Anderson
|  | Per a altres significats, vegeu «William Anderson». |

William Anderson, anomenat Bloody Will Anderson (Randolph County, Missouri, 1840-Orrick, Missouri, 1864) Guerriller sudista. Passà la joventut a Kansas, i quan esclatà la guerra civil del 1862 es va unir a les partides sudistes de William C. Quantrill i participà en la massacre de Lawrence (1863). El 1864 participà amb 70 homes a la massacre de Centràlia, on matà nombrosos soldats ferotgement. El 27 d'octubre del 1864 va morir en una emboscada a Orrick. El seu cadàver fou decapitat i empalat per soldats nordistes. D'altres, però, afirmen que va escapar a Oklahoma, on va morir el 1927.